# Communauté de communes Senlis Sud Oise
Die Communauté de communes Senlis Sud Oise ist ein französischer Gemeindeverband mit der Rechtsform einer Communauté de communes im Département Oise in der Region Hauts-de-France. Sie wurde am 15. November 2016 gegründet und umfasst aktuell 17 Gemeinden. Der Verwaltungssitz befindet sich im Ort Senlis.

## Historische Entwicklung
Der Gemeindeverband entstand mit Wirkung vom 1. Januar 2017 aus der Fusion der Vorgängerorganisationen
- Communauté de communes des Trois Forêts und
- Communauté de communes Cœur Sud Oise.[3]

Mit Wirkung vom 1. Januar 2019 gingen die ehemaligen Gemeinden Villers-Saint-Frambourg und Ognon in die Commune nouvelle Villers-Saint-Frambourg-Ognon auf. Dadurch verringerte sich die Anzahl der Mitgliedsgemeinden auf 17.

## Mitgliedsgemeinden
| Gemeinde                               | Einwohner 1. Januar 2022 | Fläche km² | Dichte Einw./km² | Code INSEE | Postleitzahl |
| -------------------------------------- | ------------------------ | ---------- | ---------------- | ---------- | ------------ |
| Aumont-en-Halatte                      | 564                      | 6,83       | 83               | 60028      | 60300        |
| Barbery                                | 532                      | 7,60       | 70               | 60045      | 60810        |
| Borest                                 | 356                      | 12,78      | 28               | 60087      | 60300        |
| Brasseuse                              | 114                      | 8,30       | 14               | 60100      | 60810        |
| Chamant                                | 1.037                    | 12,00      | 86               | 60138      | 60300        |
| Courteuil                              | 578                      | 5,32       | 109              | 60170      | 60300        |
| Fleurines                              | 1.927                    | 11,95      | 161              | 60238      | 60700        |
| Fontaine-Chaalis                       | 326                      | 33,11      | 10               | 60241      | 60300        |
| Mont-l’Évêque                          | 405                      | 14,18      | 29               | 60421      | 60300        |
| Montépilloy                            | 151                      | 5,86       | 26               | 60415      | 60810        |
| Montlognon                             | 206                      | 5,24       | 39               | 60422      | 60300        |
| Pontarmé                               | 896                      | 13,24      | 68               | 60505      | 60520        |
| Raray                                  | 121                      | 6,72       | 18               | 60525      | 60810        |
| Rully                                  | 751                      | 15,45      | 49               | 60560      | 60810        |
| Senlis                                 | 15.238                   | 24,05      | 634              | 60612      | 60300        |
| Thiers-sur-Thève                       | 1.086                    | 6,25       | 174              | 60631      | 60520        |
| Villers-Saint-Frambourg-Ognon          | 724                      | 14,54      | 50               | 60682      | 60810        |
| Communauté de communes Senlis Sud Oise | 25.012                   | 203,42     | 123              | –          | –            |